# Formación Portezuelo
La Formación Portezuelo es una formación geológica ubicada en las provincias de Mendoza, Río Negro y Neuquén, en la región centro occidental de Argentina.

Es la cuarta formación más antigua del Grupo Neuquén y forma parte del Subgrupo Río Neuquén.
La localidad tipo de la Formación Portezuelo es la cordillera conocida como Sierra del Portezuelo en la provincia de Neuquén.
Esta formación se ajusta a la Formación Lisandro del Subgrupo Río Limay. En las capas superiores, se clasifica en la Formación Plottier, la formación más joven dentro del Subgrupo Río Neuquén. La formación varía entre los 95 y los 130 metros de espesor a lo largo de toda su extensión.
Las areniscas cuarzo-feldespáticas y cuarzolíticas, de granulometría mediana y fangolitas poco consolidadas, cuya depositación es compatible con la presencia en un ambiente fluvial de alta sinuosidad, conforman la Formación Portezuelo. También hay depósitos arcillosos cementados ocasionales, así como numerosos paleosuelos.

## Paleontología
La formación aloja una abundante variedad de fósiles, principalmente reptiles, entre otros. Se han identificado:
- Dinosaurios terópodos como Megaraptor namunhuaiquii, Patagonykus puertai, Unenlagia comahuensis y Neuquenraptor argentinus.
- Titanosaurios como Futalognkosaurus dukei y Malarguesaurus florenciae
- Cocodrilos Lomasuchus palpebrosus
- Tortugas pleurodiras: Quélidos como Prochelidella portezuelae [6]y Baalemys mansillai;[7] y Pelomedusoides como Portezueloemys patagonica.
- Peces teleósteos, lepisosteidos y dipnoos, estos últimos representados por Chaoceratodus portezuelensis y Ameghinoceratodus iheringi

Se produjeron además hallazgos de bivalvos de agua dulce (Diplodon spp.).

### Terópodos
| Género        |                  | Clasificación Filogenética | Yacimiento paleontológico | Estatus |
| ------------- | ---------------- | -------------------------- | ------------------------- | ------- |
| Megaraptor    | M. namunhuaiquii |                            |                           |         |
| Neuquenraptor | N. argentinus    |                            |                           |         |
| Pamparaptor   | P. micros        |                            |                           |         |
| Unenlagia     | U. comahuensis   |                            |                           |         |
| Unenlagia     | U. painemyli     |                            |                           |         |

### Saurópodos
| Género           | Especies     | Clasificación Filogenética | Yacimiento paleontológico | Estatus  |
| ---------------- | ------------ | -------------------------- | ------------------------- | -------- |
| Baalsaurus       | B. mansillai |                            |                           | Incierto |
| Futalognkosaurus | F. dukei     |                            |                           | Válido   |